# Relação reflexiva
Na matemática, uma relação reflexiva é uma relação binária {\displaystyle R} sobre um conjunto {\displaystyle X} em que cada elemento de {\displaystyle X} está relacionado a si mesmo. Formalmente, isso pode ser escrito {\displaystyle \forall x\in X:xRx}.
Um exemplo de uma relação reflexiva é a relação "é igual a" no conjunto de números reais, já que todo número real é igual a ele mesmo. Diz-se que uma relação reflexiva tem a propriedade reflexiva ou é possuidora de reflexividade. Juntamente com a simetria e a transitividade, a reflexividade é uma das três propriedades que definem as relações de equivalência.

## Termos relacionados
Uma relação binária é chamada de irreflexiva, ou antirreflexiva, se não relacionar qualquer elemento a si mesma. Um exemplo é a relação "maior que" ({\displaystyle x>y}) nos números reais. Nem toda relação que não é reflexiva é irreflexiva; é possível definir relações em que alguns elementos estão relacionados a si mesmos, mas outros não (ou seja, nem todos nem nenhum). Por exemplo, a relação binária "o produto de {\displaystyle x} e {\displaystyle y} é par" é reflexiva no conjunto de números pares, irreflexiva no conjunto de números ímpares e não reflexiva nem irreflexiva no conjunto de números naturais.
Uma relação {\displaystyle \sim } em um conjunto {\displaystyle X} é chamada quase reflexiva se todo elemento relacionado a algum elemento também estiver relacionado a si mesmo, formalmente: {\displaystyle \forall x,y\in X:x\sim y(x\sim x\land y\sim y)}. Um exemplo é a relação "tem o mesmo limite que" no conjunto de sequências de números reais: nem toda sequência tem um limite e, portanto, a relação não é reflexiva, mas se uma sequência tem o mesmo limite de alguma sequência, então tem o mesmo limite que ela. Faz sentido distinguir a quase reflexividade esquerda e direita, definida por {\displaystyle \forall x,y\in X:x\sim y\Rightarrow x\sim x} e  {\displaystyle \forall x,y\in X:x\sim y\Rightarrow y\sim y}, respectivamente. Por exemplo, uma relação euclidiana esquerda é sempre esquerda, mas não necessariamente direita, quase reflexiva.
Uma relação {\displaystyle \sim } em um conjunto {\displaystyle X} é chamada de super-reflexiva se para todos {\displaystyle x} e {\displaystyle y} em {\displaystyle X} implica que se {\displaystyle x\sim y} então {\displaystyle x=y}. Um exemplo de uma relação super-reflexiva é a relação em números inteiros em que cada número ímpar está relacionado a si mesmo e não há outras relações. A relação de igualdade é o único exemplo de uma relação tanto reflexiva como super-reflexiva, e qualquer relação super-reflexiva é um subconjunto da relação de identidade. A união de uma relação super-reflexiva e transitiva é sempre transitiva.
Uma relação reflexiva em um conjunto não-vazio {\displaystyle X} não pode ser irreflexiva, nem assimétrica, nem intransitiva.
O fecho reflexivo {\displaystyle \simeq } de uma relação binária {\displaystyle \sim } em um conjunto {\displaystyle X} é a menor relação reflexiva em {\displaystyle X} que é um superconjunto de {\displaystyle \sim }. Equivalentemente, é a união de {\displaystyle \sim } e a relação de identidade em {\displaystyle X}, formalmente: {\displaystyle (\simeq )=(\sim )\cup (=)}. Por exemplo, o fechamento reflexivo de {\displaystyle (<)} é {\displaystyle (\leq )}.
A redução reflexiva, ou núcleo irreflexivo, de uma relação binária {\displaystyle \sim } em um conjunto {\displaystyle X} é a menor relação {\displaystyle \ncong } tal que {\displaystyle \ncong } compartilha o mesmo fechamento reflexivo que {\displaystyle \sim }. Pode ser visto de uma maneira como o oposto do fecho reflexivo. É equivalente ao complemento da relação de identidade em {\displaystyle X} em relação a {\displaystyle \sim }, formalmente: {\displaystyle (\ncong )=(\sim )\backslash (=)}. Isto é, é equivalente a {\displaystyle \sim } exceto onde {\displaystyle x\sim x} é verdadeiro. Por exemplo, a redução reflexiva de {\displaystyle (\leq )} é {\displaystyle (<)}.

## Exemplos
Exemplos de relações reflexivas incluem:
- "é igual a" (igualdade)
- "é um subconjunto de" (inclusão de conjunto)
- "divide" (divisibilidade)
- "é maior que ou igual a"
- "é menor ou igual a"

Exemplos de relações irreflexivas incluem:
- "não é igual a"
- "é coprimo a" (para os inteiros >1, já que 1 é coprimo a si mesmo)
- "é um subconjunto próprio de"
- "é maior que"
- "é menor do que"

## Número de relações reflexivas
O número de relações reflexivas em um conjunto de {\displaystyle n}-elementos é {\displaystyle 2^{n^{2}-n}}.

## Lógica filosófica
Autores em lógica filosófica frequentemente usam terminologia diferente. As relações reflexivas no sentido matemático são chamadas totalmente reflexivas na lógica filosófica, e as relações quase reflexivas são chamadas reflexivas.